# سن-مارک-دو-لاک-لونگ، کبک
سَن-مارک-دو-لاک-لُن (به فرانسوی: Saint-Marc-du-Lac-Long) قصبه‌ای در منطقه شهری تمیسکوواتا ناحیه با-سن-لوران در استان کبک کانادا است. در سرشماری سال ۲۰۱۱ این قصبه ۴۸۶ نفر جمعیت داشته‌است و مساحت آن ۱۴۷٫۱۶ کیلومتر مربع است.